# Torrecilla de la Abadesa
Torrecilla de la Abadesa é um município da Espanha na província de Valladolid, comunidade autónoma de Castela e Leão, de área 26,99 km² com população de 328 habitantes (2007) e densidade populacional de 12,08 hab/km².

## Demografia
| Variação demográfica do município entre 1991 e 2004 | Variação demográfica do município entre 1991 e 2004 | Variação demográfica do município entre 1991 e 2004 | Variação demográfica do município entre 1991 e 2004 |
| --------------------------------------------------- | --------------------------------------------------- | --------------------------------------------------- | --------------------------------------------------- |
| 1991                                                | 1996                                                | 2001                                                | 2004                                                |
| 405                                                 | 384                                                 | 340                                                 | 326                                                 |